# Amerikaanse goudhaan
De Amerikaanse goudhaan (Regulus satrapa) is een zangvogel uit de familie Regulidae (goudhaantjes).

## Kenmerken
De lichaamslengte bedraagt 8 tot 11 cm.

## Voortplanting
Het sierlijke, bolvormige nest, dat gemaakt is van mos en veren, is onder een tak gebouwd in sparren. Het legsel bestaat uit 8 tot 10 piepkleine, witachtige eieren.

## Verspreiding en leefgebied
Deze soort komt voor in de naaldbossen van New England in Noord-Amerika, in de staten Connecticut, Maine, Massachusetts, New Hampshire, Rhode Island en Vermont.
De soort telt 5 ondersoorten:
- R. s. olivaceus: van uiterst zuidoostelijk Alaska en zuidwestelijk Canada tot Oregon.
- R. s. apache: van Alaska via het westelijke deel van Centraal-Canada en de westelijk-centrale Verenigde Staten tot noordelijk Mexico.
- R. s. satrapa: centraal en oostelijk Canada, de noordoostelijke Verenigde Staten.
- R. s. aztecus: centraal Mexico.
- R. s. clarus: zuidelijk Mexico en Guatemala.